# パティダール
パティダール（Patidar、ヒンディー語: पाटीदार）はインドのカーストのひとつである。おもにグジャラート州に見られ、州人口の4分の1を占め、特に州の中部や南部に多数が居住しているとされる。なお、インドの他の地域にも散在しており、少なくとも22州にパティダールが存在している。
この集団は、少なくとも3つの下位集団（サブカースト）、すなわち、アンジャナ (Anjanas)、カダヴァ (Kadavas)、レヴァ (Levasから構成されており、インドのカーストの中でも最もよく研究されているカーストのひとつである。その存在が認識されるに至った過程は、インドにおける諸々の社会集団による創られた伝統の典型的事例である。
日本語では、パーティダール、パーティーダールなどの表記も見られる。

## 歴史
パティダールの共同体が主張するところでは、彼らの起源は11世紀にチャロタール地方（後のアーナンド県）にやってきたグルジャール人移民で、元々は戦士集団だったものが、農民に転じたとされる。この起源にまつわる物語が正しいか否かははっきりしないが、彼らはこの話を踏まえて、ヒンドゥー教の儀礼上の身分制度ヴァルナ（種姓）におけるクシャトリヤとしての処遇を求める。
グジャラート州におけるクンビ階層（「カンビ」とも表記される）の社会経済的地位の向上や、彼らがアイデンティティを変えてパティダールと称するようになっていった原因は、イギリス領インド帝国時代の諸々の土地改革にあった。行政当局は、グジャラート州中央部のきわめて肥沃な土地から得られる収入を確保したいと画策し、改革を実行したが、その結果、当地におけるふたつの社会集団である零細農民クンビと戦士であるコリ人の関係が根本的に変化した。これらふたつの社会集団は、かつては概ね同じような水準の社会経済的地位にあったが、土地改革は戦士たちよりも農民たちに有利に働いた。
インドの統治機構は、常々、土地への課税に収入の大部分を依存してきた。ムガル帝国の衰退とともに、統治機構は実体を失い、無政府状態が広がっていった。イギリスによる植民地化は、何年もの時間がかかり、ムガル帝国の衰退後に新たに生じていた様々な土地にまつわる権利関係の調整を必要とした。土地の所有形態はおおよそ3類型に分けられ、ザミーンダール、ヴァンタ (vanta)、マグルザリ (magulzari) など地主制度によるもの（ザミーンダーリー制度）、マハルワリ、ナルヴァ (narva) など村落共同体に基づくもの、農民個人が所有するライーヤトワーリー制度があった。
イギリス植民地当局は、グジャラート州に、これら3つの制度の全てが並存していたことを見出した。クンビは村落共同体に基づくモデルをとる場合が多く、コリ人たちは地主制度をとることが多かった。村落共同体に基づくシステムでは、組織された住民たちが村落全体を共有し、土地からの収入に対して一定の決まった割合で責任を負っていた。責任分担は、ひとりひとりが利用する土地の広さに応じて（「バラチャラ (bhaiachara)」制）、あるいは、先祖の家格によって（「パティダーリー (pattidari)」制）調整された。この村落モデルに基づいて、イギリス側は、土地が実際に耕作されているか否かに関わらず定額の課税収入を得ることが可能になり、土地の使用権をもつ者は、土地を又貸ししたり、耕作以外の目的で使用する権利をもつことになって、公的な介入を最小限に止めることができた。これによって徴税が単純化され、耕作していない土地への課税が免除されていた個人責任での課税に比べて、税収は拡大した。また、集落における共同体の自治の水準が高まり、政治的な迫害を受けることなく経済的に成功する者も現れ、結果的に、当時クンビとして知られていた共同体が興隆することになった。クンビの中には、裕福になり、金融業に進出する者もあり、共同体の中で与信業務を提供した。
グジャラート州のコリ人たちや、彼らにとって好都合だった地主制度にとって、改革が引き起こした状況は、クンビの場合と同じように互恵的だったわけではない。彼らは、地主に余剰利益が入る前に課税収入は当局に送金すると規定したイギリス側の徴税官の介入に、服従しなければならなかった。個人として農業に積極的に取り組む傾向が弱く、土地に関する権利から最大の収入を得ようとしていたコリ人たちの所有地は、耕作されず放棄されていたり、粗放的にしか利用されていないことも多かった。そうした土地は、徐々にクンビの耕作者たちに奪われ、課税を果たさず、生き延びるためにクンビの集落を襲撃することもしばしばあったコリ人たちは、犯罪部族と規定されるようになった。土地を奪ったクンビたちも、コリ人たちを地主としてではなく、小作人、農業労働者として見下すようになり、ふたつの共同体の間の経済的不平等は拡大した。さらにクンビたちは自分の共同体の仲間に対して、コリ人に対する場合よりも有利な条件で小作を認めたため、格差はさらに広がった。
クンビの経済的優越は、1860年代の作物の選択、農法や運輸条件の改善によってさらに進んだ。彼らは、手がける事業の多様化を目指し始め、一部はより高い地位を求めるようになり、従来の家族労働力、特に女性を、雇用労働者に置き換え、ヴァルナ制度においてヴァイシャの地位にあったバニアに張り合うようになった。それまでクンビたちは、より身分の低いシュードラに位置付けられていた。

## アイデンティティの再創出
村落全体で土地を保有する仕組みの中で利用権が与えられた土地は「パティ (pati)」、利用権をもつ者は「パティダール (patidar)」と称されていた。19世紀の間、クンビたちは徐々に「パティダール」を自称するようになってゆき、土地の所有権と結びつける形で高い社会的地位にあることを強調するようになった。また、彼らの共同体は、姓として「パテール (Patel)」を称するようになっていったが、これは伝統的には村落の指導者に用いられたものであった。
彼らの共同体はまた、自分たちをヒンドゥー教の文脈の中で再定義し始めた。クシャトリヤの地位を求めるだけでなく、宗教儀礼の純化を進め、菜食主義や、母親をかたどった女神たちではなくクリシュナへの信仰を尊び、当時普及していた花婿側が花嫁側に金銭を支払う花嫁対価制度によらず、花嫁側が花婿側に金銭を支払うダウリー（結婚持参金）制度を採った。彼らは地元の習慣の保存も進め、バラモン風のサンスクリット語の歌詞によるのではなく、より身近な日常語の歌詞で祈祷の歌を歌った。
パティダールたちが実践していた上昇婚、すなわち、女性が出身階層よりも地位の高い階層の家に嫁ぐ習慣は、コリ人たちのものとは異なり、比較的狭い地域内で、またマティダールの共同体内の境界を越えて行われていたが、コリ人女性たちの場合はラージプートの男性との結婚を求めて広い範囲へと散らばっていた。パティダールの仕組みは、複数の対等な関係の村落の間で「ゴル (gol)」と呼ばれる族内婚的な結婚サークルを生むことになり、族内の絆をさらに強化することとなった。同時に、この仕組みは、比較的貧しいサークルの女性が、数が限られる比較的裕福なパティダールの家族へ嫁入りする上昇婚を可能にするものであり、裕福な一家の側はこれを実践していないと十分に適切な嫁を得られなかったとして威信が薄まっていく。グジャラート州における結婚事情は、こうしたジェンダー非対称性のためもあって、近年では厳しいものになっており、2010年代にはインド国内の他の地域のパティダールの共同体にグジャラート州のパティダールとの縁組が呼びかけられたり、クルミとパティダールの結婚が奨励されたりしている。クルミとの結婚が受け入れられるのは、何世紀も前にはこの二つのカーストが同じ起源をもっていたとする信仰に基づくものである。現時点では、実際に結婚に至っている事例はごく少数だと報じられているが、これは他のカースト出身者との結婚、州外の他所者との結婚という意味で、重要な伝統からの決別である。このような結婚は、新たな事業場の結びつきを生むことになるとも主張されている。
イギリス領インド帝国の行政当局が、初めてパティダールに独自のカーストとしての地位を認めたのは、1931年の国勢調査であった。
一方で、20世紀末に下位カースト出身者に大学入学や公的機関における雇用で一定の優先的処遇を与えるその他後進諸階級 (OBC) の制度が広まると、自分たちをOBCに位置付けるよう求めるパティダールたちの運動も起こり、2015年には州政府に対する大規模な、一説には50万人規模ともいわれるデモがおこなわれ、それが暴動に発展して死者も出る事態となった。

## パティダールの農村支配
2000年代初頭に、グジャラート州アーナンド県でおこなわれた農村調査によると、ある集落では120戸の調査対象のうちパティダール19戸しかいないが、農地所有面積に基づいて中・大農に分類される13戸のうち11戸をパティダールが占めており、戸数比で16%のパティダールが、集落の農地の70%を所有している状態であった。パティダールは所有する農地を、おもに他カーストの農業労働者に耕作させており、小作地として提供する相手は、同じパティダールに限られている。パティダールは農場労働者にはならず、また自らの所有地についても自ら耕作に従事することはなく、もっぱら作業監督者、農場労働者の雇用者として農業に関与している。パティダールたちは農業労働者に支払う賃金水準をインフォーマルな形で統一的に取り決めており、賃金水準は低く抑えられている。農業労働者の一部、2-3割ほどは、カイミ (kaymi) 制度と称される融資を雇用主であるパティダールから受けており債務を負った状態になっているが、これは事実上の無利子融資となっている。
同様の傾向は、ケーダー県など他の集落の調査でも報告されている。

## インド国外におけるパティダール
パティダールは、百年以上前からイギリスの支配下にあった東アフリカ地域の各地へ移民し始めていた。近年では、近年では、東アフリカ諸国やインドから、アメリカ合衆国、イギリス、カナダなどへ数多くのパティダールたちが移民している。

## 関連文献
- Gidwani, Vinay K. (2008). Capital, Interrupted: Agrarian Development and the Politics of Work in India. University of Minnesota Press. ISBN 9780816649587
- Hardiman, David (1981). Peasant Nationalists of Gujarat: Kheda District 1917–1934. Delhi: Oxford University Press
- Pocock, David (May 1955). “The Movement of Castes”. Man 55:  71–72. doi:10.2307/2794840. JSTOR 2794840. (要購読契約)
- Pocock, David (1972). Kanbi and Patidar: a study of the Patidar community of Gujarat. Clarendon Press
- Rutten, Mario (1995). Farms and factories: social profile of large farmers and rural industrialists in West India. Oxford University Press. ISBN 9780195632996
- Trivedi, Jayprakash M. (192). The Social structure of Patidar caste in India. Kanishka Publishing House. ISBN 978-8-18547-519-6